# Александрополь (Синельниковский район)
Александрополь (укр. Олександропіль) — село,
Варваровский сельский совет,
Синельниковский район,
Днепропетровская область,
Украина.
Код КОАТУУ — 1224880513. Население по переписи 2001 года составляло 56 человек.

## Географическое положение
Село Александрополь находится на правом берегу реки Плоская Осокоровка,
выше по течению на расстоянии в 0,5 км расположено село Андреевка, ниже по течению место впадения реки Осокоровка, на противоположном берегу которой расположено село Вороново.
Рядом проходит автомобильная дорога М-18 (E 105).